# تغير الضغط بالارتفاع

تغير الضغط بالمليمتر زئبق بتغير الارتفاع حتى ارتفاع 12000 متر.

الصيغة البارومترية أو الأس الجوي هي صيغة نموذج رياضي تبين مدى تغير ضغط الهواء مع الارتفاع.
تتغير كثافة الهواء وبالتالي يتغير الضغط الجوي بالارتفاع عن سطح الأرض. ويمكن القول بالتقريب أن الضغط الجوي ينخفض بمعدل 1 هكتوباسكال (أي 100 باسكال) كلما ارتفعنا 8 أمتار عن سطح الأرض.

## الصور الرياضية

### صيغة الضغط
توجد معادلتان لحساب الضغط على ارتفاعات مختلفة (حتى 86 كم). تستعمل الأولى عندما لا يكون معدل انخفاض درجة الحرارة القياسية صفرا مع الارتفاع، بينما الثانية عندما نعتبر تغير درجة الحرارة بالارتفاع صفرا. (درجة الحرارة القياسية 15 درجة مئوية وتعادل 288 كلفن).
المعادلة الأولى:
{\displaystyle P=P_{b}\cdot \left[{\frac {T_{b}}{T_{b}+L_{b}\cdot (h-h_{b})}}\right]^{\frac {g_{0}\cdot M}{R^{*}\cdot L_{b}}}}
المعادلة الثانية:
{\displaystyle P=P_{b}\cdot e^{\left[{\frac {-g_{0}\cdot M\cdot (h-h_{b})}{R^{*}\cdot T_{b}}}\right]}}
حيث
{\displaystyle P_{b}\,} = الضغط الساكن (باسكال)
{\displaystyle T_{b}\,} = الحرارة القياسية (كلفن)
{\displaystyle L_{b}\,} = معدل هبوط الحرارة القياسية (كلفن لكل متر)
{\displaystyle h\,} = الارتفاع فوق مستوى سطح البحر (بالأمتار)
{\displaystyle h_{b}\,} = الارتفاع في قاع الطبقة b (بالأمتار، مثلا, {\displaystyle h_{1}\,} = 11,000 متر)
{\displaystyle R^{*}\,} = ثابت الغاز للهواء: 8.31432 نيوتن·متر / (مول·كلفن)
{\displaystyle g_{0}} = التسارع الأرضي (9.80665 م/ث²)
{\displaystyle M} = كتلة هواء الأرض الجزيئية (0.0289644 كيلوغرام/مول)
- ملحوظة : المعادلة الأسية للأساس الطبيعي e تعادل معادلة أرينيوس.

### معادلات الكثافة
تشبه تعبيرات حساب الكثافة تلك المستخدمة في حساب الضغط إلى حد كبير والفرق الوحيد هو الأس في المعادلة الأولي.
المعادلة الأولى:
{\displaystyle {\rho }=\rho _{b}\cdot \left[{\frac {T_{b}}{T_{b}+L_{b}\cdot (h-h_{b})}}\right]^{\left({\frac {g_{0}\cdot M}{R^{*}\cdot L_{b}}}\right)+1}}
المعادلة الثانية:
{\displaystyle {\rho }=\rho _{b}\cdot \exp \left[{\frac {-g_{0}\cdot M\cdot (h-h_{b})}{R^{*}\cdot T_{b}}}\right]}
حيث
{\displaystyle {\rho }\,} = كثافة الكتلة (كغ/م³)
{\displaystyle T\,} = الحرارة القياسية (كلفن)
{\displaystyle L_{b}\,} = معدل هبوط الحرارة القياسية (كلفن لكل متر)
{\displaystyle h\,} = الارتفاع فوق مستوى سطح البحر (بالأمتار)
{\displaystyle R^{*}\,} = ثابت الغاز للهواء: 8.31432 نيوتن·متر / (مول·كلفن)
{\displaystyle g_{0}} = التسارع الأرضي (9.80665 م/ث²)
{\displaystyle M} = كتلة هواء الأرض الجزيئية (0.0289644 كيلوغرام/مول)

## تعيين دالة التغير

وحدة الحجم والقوى المؤثرة عليه من أعلى وأسفل.

نتخيل حجما dV من الهواء في شكل مكعب ذو ضلع طوله {\displaystyle A\,} يحتوي على هواء كثافته {\displaystyle \rho \,} ونتخيل تغير بسيط في الارتفاع مقداره {\displaystyle \mathrm {d} h\,}. تعمل على السطح من أسفل قوة الضغط الجوي p وتبلغ بالنسبة للمساحة المختارة {\displaystyle p\cdot A}.
وأما القوة المؤثرة على المساحة الأرضية للمكعب من أعلى فهي تتكون من القوة الناشئة عن وزن كمية الهواء في المكعب dm بالإضافة إلى ضغط الجو الماثل على المساحة من أعلى p+dp). A).
في حالة التوازن حيث لا يحدث تغير في حالة مكعب الهواء تحت النظر نحصل على معادلة القوى:
{\displaystyle p\cdot A-\rho g\,\mathrm {d} h\cdot A-(p+\mathrm {d} p)\cdot A=0}
{\displaystyle \mathrm {d} m\cdot g=\rho \,\mathrm {d} V\cdot g=\rho g\,\mathrm {d} h\cdot A}
{\displaystyle \mathrm {d} V=A\cdot \mathrm {d} h}
حيث g عجلة الجاذبية الأرضية (81 و9 متر /ثانية/ثانية).
وبتغيير طرفي المعادلة نحصل على:
{\displaystyle {\frac {\mathrm {d} p}{\mathrm {d} h}}=-\rho g}
وبمراعاة قانون الغازات في حالة الغاز المثالي، يمكننا كتابة كثافة الهواء {\displaystyle \rho } كالآتي:
{\displaystyle \rho ={\frac {pM}{RT}}}
فنحصل على:
|                                                                           | \| {\displaystyle {\frac {\mathrm {d} p}{\mathrm {d} h}}=-{\frac {pMg}{RT}}} \| |
| {\displaystyle {\frac {\mathrm {d} p}{\mathrm {d} h}}=-{\frac {pMg}{RT}}} |                                                                                 |

M كتلة مولية لغازات الجو (0,02896 kg mol−1),
R ثابت الغازات = 8,314 J K−1 mol−1
T درجة الحرارة كلفن
تعطي هذه المعادلة كمية تغير الضغط {\displaystyle \mathrm {d} h} عندما يتغير الارتفاع تغيرا طفيفا {\displaystyle \mathrm {d} h}.وكما تبين علامة الناقص لتغير الضغط بالناقص عندما يزيد الارتفاع. أي ينقص الضغط بزيادة الارتفاع عن سطح الأرض. وبناء على ذلك يقل متوسط الضغط الجوي على مستوى البحر ({\displaystyle p} = 1013 hPa) عند درجة حرارة 288 كلفن (15 درجة مئوية) بمقدار 12 و0 هكتوباسكال لكل متر نرتفعه، أي بمعدل 100 باسكال لكل 3 و8 متر فرق للارتفاع.وعند الارتفاعات الكبيرة يقل كثافة الهواء كما تتغير درجة الحرارة بالارتفاع، فيقل معدل تغير الضغط بالارتفاع.

## اشتقاق تقريبي
بافتراض ثبات درجة الحرارة T ، واجراء التكامل في المعادلة السابقة نحصل على:
|                                  | {\displaystyle \int _{p(h_{0})}^{p(h_{1})}{\frac {\mathrm {d} p}{p}}=-{\frac {Mg}{RT}}\,\int _{h_{0}}^{h_{1}}\mathrm {d} h} |
| {\displaystyle \Leftrightarrow } | {\displaystyle \ln \left({\frac {p(h_{1})}{p(h_{0})}}\right)=-{\frac {Mg}{RT}}(h_{1}-h_{0})=-{\frac {Mg}{RT}}\Delta h}      |
| {\displaystyle \Leftrightarrow } | {\displaystyle {\frac {p(h_{1})}{p(h_{0})}}=e^{-{\frac {Mg}{RT}}\Delta h}}                                                  |
| {\displaystyle \Leftrightarrow } | {\displaystyle p(h_{1})=p(h_{0})e^{-{\frac {Mg}{RT}}\Delta h}}                                                              |

وباجراء التبسيط بواسطة ما يسمى مدرّج الارتفاع {\displaystyle h_{s}} نحصل على :
{\displaystyle h_{s}={\frac {RT}{Mg}}}
|                                                                 | \| {\displaystyle p(h_{1})=p(h_{0})e^{-{\frac {\Delta h}{h_{s}}}}} \| |
| {\displaystyle p(h_{1})=p(h_{0})e^{-{\frac {\Delta h}{h_{s}}}}} |                                                                       |

فكل زيادة للارتفاع بمقدار {\displaystyle h_{s}} يقل الضغط الجوي بمقدار {\displaystyle e\approx 2{,}7}. لهذا يعتبر مدرّج الارتفاع مقياس طبيعي للضغط الجوي وتغيره. وهو يبلغ في مثالنا الحالى عند درجة حرارة 15 مئوية 8.4 كيلومتر.
كما ينطبق ذلك على تغير كثافة الهواء بالارتفاع :
|                                                                         | \| {\displaystyle \rho (h_{1})=\rho (h_{0})e^{-{\frac {\Delta h}{h_{s}}}}} \| |
| {\displaystyle \rho (h_{1})=\rho (h_{0})e^{-{\frac {\Delta h}{h_{s}}}}} |                                                                               |

حيث:
{\displaystyle \rho (h_{0})\,} كثافة الهواء عند سطح البحر
{\displaystyle \rho (h_{1})\,} كثافة الهواء عند العلو{\displaystyle h_{1}\,}.

## اقرأ أيضا
- معامل بولتزمان
- حركة براونية
- ضغط جوي
- المجسات